# 24134 Кліффордкім
24134 Кліффордкім (24134 Cliffordkim) — астероїд головного поясу, відкритий 4 листопада 1999 року.
Тіссеранів параметр щодо Юпітера — 3,497.